# PTM-3
Die PTM-3 (russisch противотанковая мина Panzerabwehrmine) ist eine fernverlegbare Panzermine aus russischer Produktion.

## Beschreibung
Die PTM-3 wurde Anfang der 1990er-Jahre bei den sowjetischen Streitkräften eingeführt. Sie ersetzte dort die Panzermine PTM-1, welche aus den späten 1970er-Jahren stammt. Die PTM-3 hat einen länglichen Metallkörper. An der Stirnseite befindet sich eine zylindrische Metallkappe als Zünderabdeckung. An jeder der vier Längsseiten befindet sich je eine längliche Hohlladung. Die Mine kann sandfarben, grün, oliv-grün, grau-grün, gelb-grau oder braun ausgeführt sein und wird durch den WT-06-Magnetzünder oder durch Selbstzerstörung ausgelöst.

## Einsatz und Funktion
Jeweils eine Mine ist in einer KPTM-3-Kassette untergebracht. Die Kassette verfügt über eine Ausstoßladung für die Mine und wird durch Fahrzeuge, Hubschrauber oder Raketenartillerie fernverlegt. Nach dem Ausstoß aus der Kassette entsichert sich die Mine nach 60 Sekunden selbstständig und der WT-06-Magnetzünder wird aktiviert. Zusätzlich verfügt die Mine über einen Aufhebeschutz: Wird der Lagewinkel der Mine um 3–7° verändert, so detoniert sie sofort. Wird die Mine nicht durch äußere Einflüsse ausgelöst, so wird nach spätestens 24 Stunden durch die zu geringe Batteriespannung der Zünder aktiviert. Soll die Detonation früher erfolgen, wird der Zünder zu einer vorselektierten Zeit (min. 1 Stunde) durch einen Kurzschluss aktiviert.

## Einsatzsysteme
- PKM: Verlegecontainer mit 6 KPTM-3-Kassetten mit einer Wurfweite von 20 bis 50 Metern; Kann von einem einzelnen Soldaten eingesetzt werden.
- UMS: Verlegesystem mit 180 Kassetten für den Einsatz von einem Fahrzeug aus. Wurfweite 60–80 Meter.
- WSM-1: Verlegesystem mit 116 Kassetten für den Einsatz vom Hubschrauber.
- 9M22K2-Rakete: mit 3 Minen für den Einsatz mit dem Raketenwerfer 9K51 Grad.
- 9M59-Rakete: mit 9 Minen für den Einsatz mit dem 9K57 Uragan.
- 9M55K4- und 9M527-Raketen: mit 25 Minen für den Einsatz mit dem 9K58 Smertsch.